# Hans Agersnap
Hans Agersnap Mortensen (født 19. november 1857 i Ansager, død 21. august 1925 i Brørup) var en dansk maler. Han blev især kendt for sine jyske hede- og skovbilleder med rimfrost eller sne. I sin karriere fik han også malet en række altertavler til forskellige jyske kirker samt portrætter.
På Vejle Kunstmuseum kan man finde et af hans mest kendte billeder Blicher på heden, som han malede i 1893. Hans søn, Harald Agersnap, var musiker, komponist og leder af Det kgl. Teaters kor 
i mange år.